# Roccafluvione
Roccafluvione ist eine italienische Gemeinde (comune) mit 1840 Einwohnern (Stand 31. Dezember 2023) in der Provinz Ascoli Piceno in den Marken. Die Gemeinde liegt etwa 10 Kilometer westlich von Ascoli Piceno und gehört zur Comunità montana del Tronto. Die kleine Exklave Forcella (von der Gemeinde Acquasanta Terme und einer Exklave von Ascoli Piceno umgeben) liegt am Tronto.

## Verkehr
Durch die Gemeinde führt die frühere Strada Statale 78 Picena (heute die Provinzstraße 237bis) von Macerata nach Ascoli Piceno.